# Partido Obrero de Unificación Marxista

Partiets flagga.

Partido Obrero de Unificación Marxista (POUM), var ett spanskt kommunistiskt (antistalinistiskt) parti; en av aktörerna i spanska inbördeskriget.
POUM bildades den 29 september 1935 och bestod av en sammanslagning av Izquierda Comunista de España (ICE) med Bloque Obrero y Campesino (BOC). POUM växte på kort tid från några tusen till 70.000 medlemmar.
ICE hade sitt ursprung i trotskismen. Därför brukar POUM ibland felaktigt beskrivas som "trotskistiskt", men partiet bestod i själva verket av många olika politiska tendenser.
En central ledargestalt i POUM var Andrés Nin som avrättades efter tortyr av GRU, Stalins underrättelsetjänst verksam i Spanien.
Den brittiske författaren och journalisten George Orwell deltog som frivillig i inbördeskriget i en grupp som hade anslutit sig till POUM:s styrkor. I boken Hyllning till Katalonien från 1938 beskriver Orwell sina upplevelser, och även konflikterna inom den antifascistiska sidan.